# Toto del Nunziata
Toto del Nunziata nato Antonio di Nunziato d'Antonio (Firenze, 8 gennaio 1498 – 1554) è stato un pittore e architetto italiano naturalizzato inglese alievo di Ridolfo del Ghirlandaio.

## Biografia
Si trasferì in Inghilterra intorno al 1519, fu naturalizzato nel 1543, e fu uno dei numerosi artisti stranieri alla Corte dei Tudor. Venne nominato Serjeant Painter nel 1543. Gli inglesi evidentemente trovavano il suo nome italiano troppo complicato, e normalmente venne chiamato Antony Toto mentre nei registri italiani era chiamato Toto di Nunziato. 
Suo padre era Nunziato d'Antonio, un pittore che morì a Firenze nel 1525. Toto era stato certificato come presente a Firenze il 28 settembre 1519 come assistente di Pietro Torrigiano, che era già in Inghilterra, ma che la lasciò definitivamente più tardi quello stesso anno. Vasari riferisce che Toto aveva lavorato nella bottega dell'amico di Nunziata, Ridolfo Ghirlandaio, dove aveva dipinto una serie di tavole che erano state inviate in Inghilterra (proprio come, secondo alcune fonti, il suo collega Bartolomeo Ghetti aveva realizzato dipinti inviati al re Francesco I di Francia prima di partire per la corte francese). Aveva anche come colleghi, il fiorentino Bartolommeo Penni, fratello del più illustre Gianfrancesco, braccio destro di Raffaello e Luca, un membro della Scuola di Fontainebleau. Sia Toto che Penni probabilmente vennero chiamati dal re Enrico VIII dietro segnalazione del cardinale Wolsey, poiché compaiono per la prima volta nei conti subito dopo la caduta di Wolsey nell'ottobre del 1529. Enrico VIII lo nominò Serjeant Painter e morì ancora in carica sotto Edoardo VI. Fu il primo Serjeant Painter che può essere considerato un vero artista piuttosto che un artigiano. Nessuno dei suoi dipinti è giunto fino a noi, ma i suoi doni di Capodanno a Enrico, presumibilmente sue opere, sono documentati e comprendevano una Calunnia di Apelle (1538/39) e una Storia di re Alessandro (1540/41), e poi, nel 1552, il ritratto di un duca "dipinto su una tela d'argento" per Edoardo VI. Nel marzo 1538 il servo di Toto fu pagato per aver portato al re dal Palazzo di Hampton un "tavolo dipinto di Colonia". Si presume che Toto e Penni abbiano trascorso gran parte del loro tempo dopo il 1538 a lavorare al Palazzo di Nonsuch, compresi elaborati stucchi per l'edificio più avanzato di Enrico, ora scomparso. 
Toto era sposato, anche se sembra poco si sappia di sua moglie, e aveva almeno una figlia, Winifred, che sposò Sir Charles Calthorpe, giudice della Court of Common Pleas (Irlanda). Morì nel 1605. I servizi di Toto furono evidentemente apprezzati dalla Corona, poiché morì un uomo ricco, possedendo tra le altre proprietà il maniero di Ravensbury. 
Nessuna delle opere di suo padre sopravvive, e poco si sa delle sue, sebbene sia menzionato da Vasari, che non lo avrebbe conosciuto personalmente. Un documento del 1517 nomina Nunziata e suo figlio Toto a testimonianza della volontà di un legnaiuolo di nome Giuseppe di Lorenzo nella parrocchia di San Pancrazio nel settembre 1517. Sorprendentemente, qui Nunziata non viene identificato come un pittore ma come un bombardiere ("Nunziato Antonii Dominici bombardiere"). Apparentemente da vecchio, il Nunziata dovrebbe aver attraversato momenti difficili. Era comune per gli artigiani essere disoccupati come bombardieri (esempi noti includono Raffaello da Montelupo e Zanobi Lastricati). Nunziata è un raro, se non unico esempio, di pittore rinascimentale che lavorava come bombardiere. 
Il 28 settembre 1519 Nunziata registrò personalmente il suo consenso al fatto che suo figlio Antonio, chiamato Toto del Nunziata, potesse lavorare all'estero con Pietro Torrigiani per quattro anni e mezzo. All'epoca in cui Toto firmò un contratto con Torrigiani, erano trascorsi diversi mesi dal suo ventunesimo compleanno e pertanto non sarebbe stato richiesto il permesso di suo padre. Nunziata avrebbe potuto desiderare di dare il proprio consenso formale al fine di garantire che non vi fossero dubbi sulla legittimità del contratto di Toto. D'altra parte, il suo ricordo dell'età esatta di suo figlio Toto potrebbe essere stato solo un po' traballante.